# Grandløse Sogn
Grandløse Sogn 

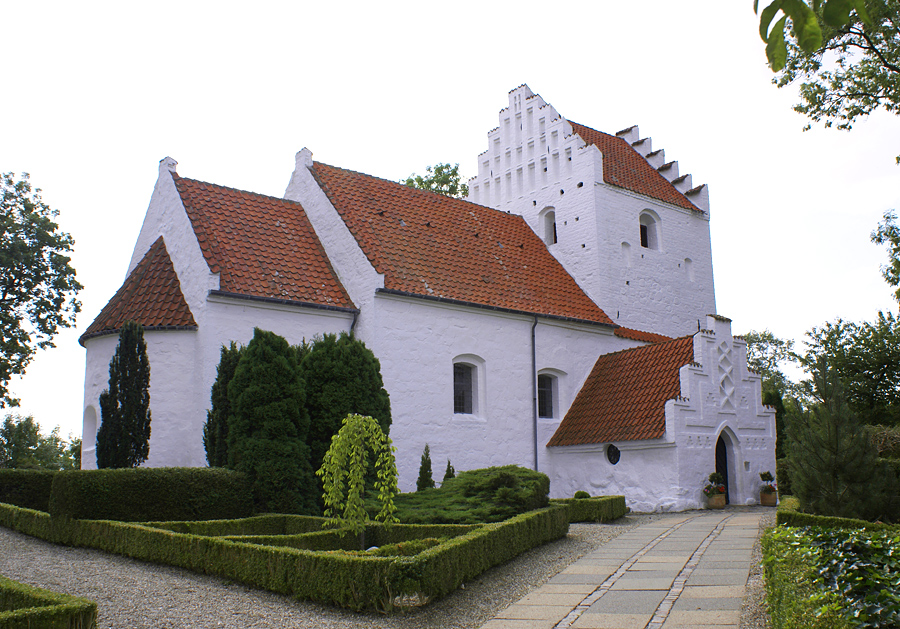
Grandløse Kirke

war eine Kirchspielsgemeinde (dän.: Sogn)
auf der Insel Sjælland im südlichen Dänemark.
Bis 1970 gehörte sie zur Harde Merløse Herred im damaligen Holbæk Amt, danach zur Holbæk Kommune im erweiterten Holbæk Amt, die im Zuge der  Kommunalreform zum 1. Januar 2007 in der „neuen“ Holbæk Kommune in der Region Sjælland aufgegangen ist.
Am 1. Oktober 2011 lebten 2127 Menschen im Kirchspiel Grandløse.
Im Kirchspiel liegt die Kirche „Grandløse Kirke“.
Das Kirchspiel wurde durch die Sogne Sankt Nikolai Sogn und Ågerup Sogn in zwei Teile geteilt. Weitere Nachbargemeinden des westlichen Teils waren im Nordwesten Tveje Merløse Sogn und im Südwesten Sønder Asmindrup Sogn.
Zum 27. November 2011 (1. Advent) wurde Grandløse Sogn mit Ågerup Sogn und Sønder Asmindrup Sogn zum Vipperød Sogn zusammengefasst.